# 馬爾波德鄉
45°52′N 24°30′E / 45.867°N 24.500°E
馬爾波德鄉（羅馬尼亞語：Comuna Marpod, Sibiu），是羅馬尼亞的鄉份，位於該國中部，由錫比烏縣負責管轄，面積42平方公里，海拔高度357米，2007年人口851，人口密度每平方公里20人。